# 1900. évi nyári olimpiai játékok
Az 1900. évi nyári olimpiai játékokat, hivatalos nevén a II. nyári olimpiai játékokat 1900. május 14. és október 28. között rendezték meg a franciaországi Párizsban. A Nemzetközi Olimpiai Bizottság elsősorban Pierre de Coubertin érdemeinek elismeréseként adta a rendezési jogot a francia fővárosnak.
Az olimpiai program túl hosszúra nyúlt, több részletben, összesen 160 versenynap alatt bonyolították le, és rajtuk huszonnégy ország 997 sportolója vett részt. A versenyek színvonala és sportértéke felülmúlta az előző, 1896. évi athéni olimpiát, azonban a felületes rendezés, a versenyzési körülmények alacsony színvonala miatt a párizsi olimpia a „zűrzavarok olimpiájaként” vonult be a sporttörténelembe, Coubertin éppen saját hazájában nem talált kellő megértésre. A hivatalos francia körök az olimpiát az 1900. évi párizsi világkiállítás mellékeseményének tekintették, így az újkori olimpiai játékok elindítója kénytelen volt teljesen átengedni a szervezést a világkiállítás szervezőbizottságának, amely azonban az olimpiai eszme szempontjait teljesen alárendelte a világkiállítás érdekeinek.

## Érdekességek

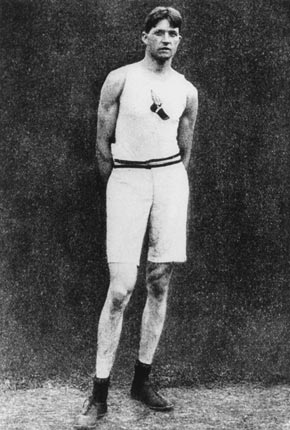
Ray Ewry a kígyóember

- Az olimpiáról nem készült hivatalos jelentés,[3] így a sporttörténészeknek máig sok nehézséget okoz a hivatalos versenyszámok, a részt vevő versenyzők, illetve az eredmények megállapítása. E kérdésekben a Nemzetközi Olimpiai Bizottság hivatalos állásfoglalása is azóta többször változott.
- A szabályok könnyedén kezelésére jellemző, hogy az 5000 méteres futó csapatversenyben győztes brit csapat ötödik tagja, Stanley Rowley előzőleg ausztrál színekben a 100 méteres síkfutás harmadik helyén végzett.
- Ezen az olimpián kezdte páratlanul eredményes olimpiai szereplését Ray Ewry. Az egyesült államokbeli atléta három olimpián vett részt és összesen nyolc aranyérmet nyert. Ewry a korai olimpiák atlétikaversenyein szereplő helyből ugró számokban volt eredményes, ezért kortársai kígyóembernek nevezték.
- A francia rendezők vasárnap is tartottak versenyeket, az amerikai egyetemek egy része azonban eltiltotta sportolóit a vasárnapi versenyzéstől, ezért néhány versenyszám döntőjéből a legesélyesebbek hiányoztak. Az egyesült államokbeli Myer Prinstein a távolugrás döntőjében nem indulhatott, de a selejtezőkben elért eredményével így is ezüstérmes lett.
- Ezen az olimpián született Magyarország első aranyérme atlétikából. Bauer Rudolf volt az első atléta, aki diszkoszvetésben a mai modern fordulásos technikát alkalmazta és ezzel meg is nyerte a versenyt. Bauer soha többé nem indult atlétikaversenyen. Eredményhirdetésén a zenekar először tévedésből az USA himnuszát kezdte el játszani.
- Az úszóversenyeket a Szajna egyik holtágában rendezték. Ez volt az egyetlen nyári olimpia, amelyen maratoni – 4000 méteres – úszóversenyt is rendeztek. Az elsősorban rövid versenytávon versenyző, akkor tizenkilenc éves Halmay Zoltán kivételes tehetségét jelzi, hogy ebben a számban is ezüstérmet tudott szerezni.
- Ez volt az első olimpia, amelyen női sportolók is részt vehettek. Az első női olimpiai bajnok a svájci Hélène de Pourtalès lett, aki győztes vitorlás csapat tagja volt. Az első egyéni női olimpiai bajnoki címet pedig a teniszező Charlotte Cooper szerezte meg.
- Az atlétikaversenyek legeredményesebb sportolója, Alvin Kraenzlein megnyerte a 60 méteres síkfutást, a két gátfutószámot és a távolugrást is. Az olimpiák atlétikaversenyeinek történetében azóta sem tudott senki ugyanazon az olimpián négy egyéni számban bajnoki címet szerezni.
- James B. Connolly, az újkori olimpiák első bajnoka ezen az olimpián is indult, de bajnoki címét nem tudta megvédeni.

## Részt vevő nemzetek

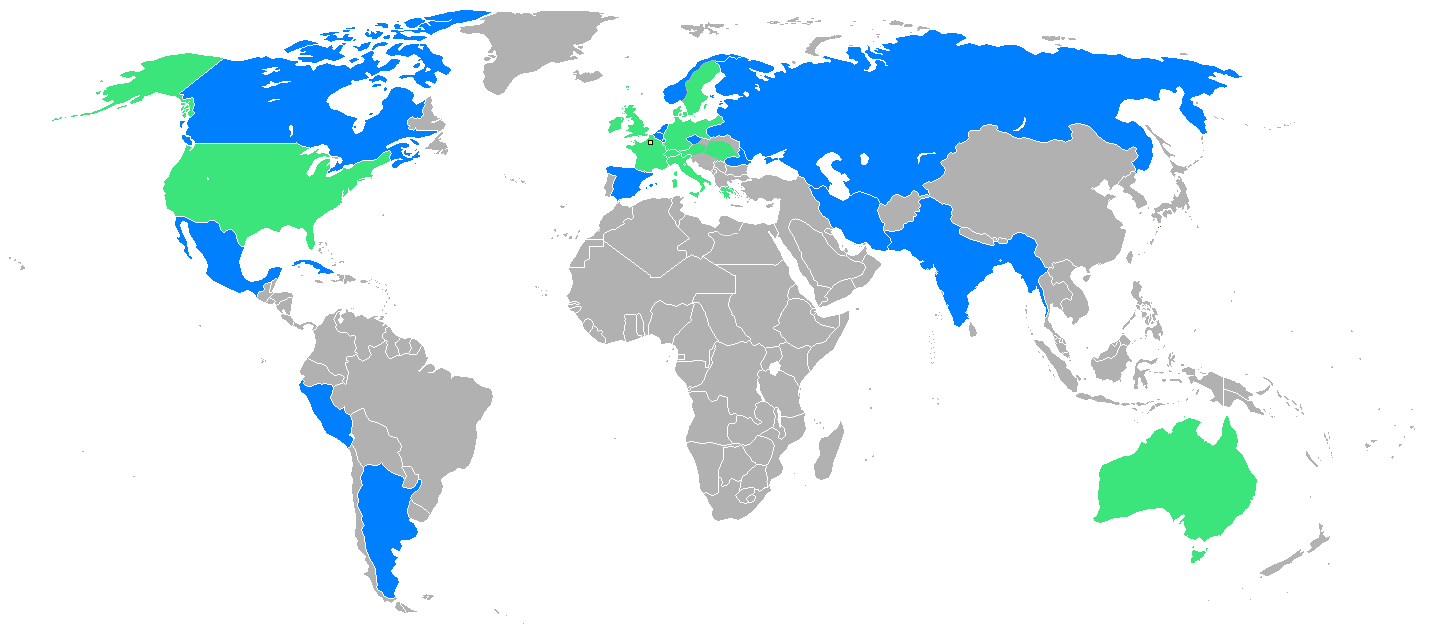
Az 1900. évi nyári olimpiai játékokon részt vevő nemzetek; kék= 1. részvétel, zöld= 2. részvétel

Hivatalos jelentés hiányában az olimpiák történetét tárgyaló források ebben a tekintetben is eltérőek. A Nemzetközi Olimpiai Bizottság mai álláspontja szerint az olimpián a következő 24 nemzet vett részt (vastagítással kiemelve az a tizenkettő, amelyeknek ez volt az első olimpiai részvételük):
- Argentína (ARG) (1 – 1 férfi)
- Ausztrália (AUS) (2 – 2 férfi)
- Ausztria (AUT) (13 – 13 férfi)
- Belgium (BEL) (57 – 57 férfi)
- Cseh Királyság (BOH) (7 – 6 férfi, 1 nő)
- Dánia (DEN) (13 – 13 férfi)
- Egyesült Államok (USA) (75 – 68 férfi, 7 nő)
- Franciaország (FRA) (720 – 708 férfi, 12 nő)
- Görögország (GRE) (3 – 3 férfi)
- Hollandia (NED) (28 – 28 férfi)
- India (IND) (1 – 1 férfi)
- Kanada (CAN) (2 – 2 férfi)
- Kuba (CUB) (1 – 1 férfi)
- Magyarország (HUN) (17 – 17 férfi)
- Mexikó (MEX) (4 – 4 férfi)
- Nagy-Britannia (GBR) (95 – 94 férfi, 1 nő)
- Németország (GER) (76 – 76 férfi)
- Norvégia (NOR) (7 – 7 férfi)
- Olaszország (ITA) (25 – 24 férfi, 1 nő)
- Oroszország (RUS) (4 – 4 férfi)
- Románia (ROU) (1 – 1 férfi)
- Spanyolország (ESP) (9 – 9 férfi)
- Svájc (SUI) (16 – 15 férfi, 1 nő)
- Svédország (SWE) (10 – 10 férfi)

Az alábbiak részvétele kérdéses:
- Haiti (HAI) (1 – 1 férfi)
- Irán (IRI) (1 – 1 férfi)
- Luxemburg (LUX) (1 – 1 férfi)
- Peru (PER) (1 – 1 férfi)

## Olimpiai versenyszámok
Az olimpia idején a francia fővárosban számos olyan sporteseményt is rendeztek, amelyek nem tartoztak a hivatalos versenyprogramba, a hivatalos versenyszámok megállapítása ezért máig nehézséget okoz. A Nemzetközi Olimpiai Bizottság hivatalos állásfoglalása is többször változott. A ma hivatalosnak tekintett program szerint húsz sportszakágban a következő versenyszámokat rendezték meg:
| Versenyszámok az 1900. évi nyári olimpiai játékokon |        |        |        |        |          |
| Sportág, szakág                                     | Egyéni | Egyéni | Csapat | Csapat |          |
| Sportág, szakág                                     | férfi  | női    | férfi  | vegyes | összesen |
| atlétika                                            | 22     | 0      | 1      | 0      | 23       |
| croquet                                             | 2      | 0      | 1      | 0      | 3        |
| evezés                                              | 1      | 0      | 4      | 0      | 5        |
| golf                                                | 1      | 1      | 0      | 0      | 2        |
| íjászat                                             | 6      | 0      | 0      | 0      | 6        |
| kerékpározás                                        | 2      | 0      | 0      | 0      | 2        |
| kötélhúzás                                          | 0      | 0      | 1      | 0      | 1        |
| krikett                                             | 0      | 0      | 1      | 0      | 1        |
| labdarúgás                                          | 0      | 0      | 1      | 0      | 1        |
| lovaglás                                            | 3      | 0      | 0      | 0      | 3        |
| lovaspóló                                           | 0      | 0      | 1      | 0      | 1        |
| pelota                                              | 0      | 0      | 1      | 0      | 1        |
| rögbi                                               | 0      | 0      | 1      | 0      | 1        |
| sportlövészet                                       | 7      | 0      | 2      | 0      | 9        |
| tenisz                                              | 1      | 1      | 1      | 1      | 4        |
| torna                                               | 1      | 0      | 0      | 0      | 1        |
| úszás                                               | 6      | 0      | 1      | 0      | 7        |
| vitorlázás                                          | 0      | 0      | 10     | 0      | 10       |
| vívás                                               | 7      | 0      | 0      | 0      | 7        |
| vízilabda                                           | 0      | 0      | 1      | 0      | 1        |
|                                                     |        |        |        |        |          |
| Összesen                                            | 59     | 2      | 27     | 1      | 89       |

## Éremtáblázat
A kiosztott 268 érmen – 90 arany-, 90 ezüst- és 88 bronzérmen – húsz ország osztozott. Aranyérmet tizennégy ország nyert. Nem nyert érmet Argentína, Görögország, Románia és Oroszország.
(A rendező ország csapata és a magyar csapat eltérő háttérszínnel, az egyes számoszlopok legmagasabb értéke, vagy értékei vastagítással kiemelve.)
| Az 1900. évi nyári olimpiai játékok éremtáblázatának első tíz helyezettje | Az 1900. évi nyári olimpiai játékok éremtáblázatának első tíz helyezettje | Az 1900. évi nyári olimpiai játékok éremtáblázatának első tíz helyezettje | Az 1900. évi nyári olimpiai játékok éremtáblázatának első tíz helyezettje | Az 1900. évi nyári olimpiai játékok éremtáblázatának első tíz helyezettje | Olimpia  |
| ------------------------------------------------------------------------- | ------------------------------------------------------------------------- | ------------------------------------------------------------------------- | ------------------------------------------------------------------------- | ------------------------------------------------------------------------- | -------- |
|                                                                           | Ország                                                                    | Arany                                                                     | Ezüst                                                                     | Bronz                                                                     | Összesen |
| 1.                                                                        | Franciaország (FRA)                                                       | 26                                                                        | 41                                                                        | 34                                                                        | 101      |
| 2.                                                                        | Egyesült Államok (USA)                                                    | 19                                                                        | 14                                                                        | 14                                                                        | 47       |
| 3.                                                                        | Nagy-Britannia (GBR)                                                      | 15                                                                        | 6                                                                         | 9                                                                         | 30       |
| 4.                                                                        | Nemzetközi Csapat (ZZX)                                                   | 6                                                                         | 3                                                                         | 3                                                                         | 12       |
| 5.                                                                        | Svájc (SUI)                                                               | 6                                                                         | 2                                                                         | 1                                                                         | 9        |
| 6.                                                                        | Belgium (BEL)                                                             | 5                                                                         | 5                                                                         | 5                                                                         | 15       |
| 7.                                                                        | Németország (GER)                                                         | 4                                                                         | 2                                                                         | 2                                                                         | 8        |
| 8.                                                                        | Olaszország (ITA)                                                         | 2                                                                         | 2                                                                         | 0                                                                         | 4        |
| 9.                                                                        | Ausztrália (AUS)                                                          | 2                                                                         | 0                                                                         | 3                                                                         | 5        |
| 10.                                                                       | Dánia (DEN)                                                               | 1                                                                         | 3                                                                         | 2                                                                         | 6        |
| 11.                                                                       | Magyarország (HUN)                                                        | 1                                                                         | 2                                                                         | 2                                                                         | 5        |
|                                                                           |                                                                           |                                                                           |                                                                           |                                                                           |          |
| Összesen                                                                  | Összesen                                                                  | 90                                                                        | 90                                                                        | 88                                                                        | 268      |

## Magyar részvétel
Az olimpián tizennyolc sportoló képviselte Magyarországot, akik négy sportág – atlétika, úszás, torna és vívás – versenyein vettek részt. Kiemelkedően szerepeltek a magyar atléták, és az úszásban egyedüli magyarként induló Halmay Zoltán.